# Coupe d'Europe des vainqueurs de coupe masculine de handball 1988-1989
Navigation
Coupe des Coupes 1987-1988 Coupe des Coupes 1989-1990
La Coupe d'Europe des vainqueurs de coupe masculine de handball 1988-1989 est la 14e édition de la compétition.
Organisée par la Fédération internationale de handball (IHF), la compétition est ouverte à 25 clubs de handball d'associations membres de l'IHF. Ces clubs sont qualifiés en fonction de leurs résultats dans leur pays d'origine lors de la saison 1987-1988.
Elle est remportée par le club allemand du TUSEM Essen, vainqueur en finale du club français de l'US Créteil qui est ainsi le premier club français à atteindre une finale de coupe d'Europe et le premier depuis l'ASPTT Metz en 1978 à atteindre une demi-finale.

## Résultats

### Premier tour
Les résultats du premier tour sont :
| Équipe 1              | Score   | Équipe 2                  | Aller   | Retour  |
| --------------------- | ------- | ------------------------- | ------- | ------- |
| SSV Bressanonne       | 37 – 41 | VAEV Bramac Veszprém      | 14 – 15 | 23 – 26 |
| Sporting CP Lisbonne  | 44 – 56 | Pfadi Winterthur          | 25 – 29 | 19 – 27 |
| Dinamo Bucarest       | 56 – 41 | Eskişehir ETİ Bisküvi     | 27 – 16 | 29 – 25 |
| Sasja Anvers          | 32 – 33 | E&O Emmen                 | 19 – 15 | 13 – 18 |
| Breiðablik Kópavogur  | 52 – 55 | Stavanger IF              | 29 – 25 | 23 – 30 |
| Philips College       | 46 – 71 | Ionikós de Néa Filadélfia | 25 – 38 | 21 – 33 |
| Redbergslids IK       | 51 – 33 | Vestmanna IF              | 26 – 16 | 25 – 17 |
| Maccabi Rishon LeZion | 46 – 52 | Vogel Pumpen Stockerau    | 29 – 27 | 17 – 25 |
| HB Dudelange          | 25 – 76 | US Créteil                | 12 – 38 | 13 – 38 |

Les neuf équipes victorieuses de leur tour préliminaire sont rejointes par les sept équipes directement qualifiées pour les huitièmes de finale :
- TUSEM Essen
- Elgorriaga Bidasoa
- Helsingør HF
- SC Empor Rostock
- CSKA Moscou
- Tatran Prešov
- RK Crvenka

### Huitièmes de finale
| Équipe 1                  | Score   | Équipe 2           | Aller   | Retour  |
| ------------------------- | ------- | ------------------ | ------- | ------- |
| Helsingør HF              | 35 – 49 | TUSEM Essen        | 17 – 21 | 18 – 28 |
| VAEV Bramac Veszprém      | 58 – 35 | Pfadi Winterthur   | 34 – 21 | 24 – 14 |
| E&O Emmen                 | 37 – 50 | Elgorriaga Bidasoa | 20 – 29 | 17 – 21 |
| Ionikós de Néa Filadélfia | 47 – 57 | Stavanger IF       | 28 – 27 | 19 – 30 |
| Redbergslids IK           | 49 – 50 | SC Empor Rostock   | 25 – 24 | 24 – 26 |
| Dinamo Bucarest           | 43 – 39 | CSKA Moscou        | 22 – 17 | 21 – 22 |
| RK Crvenka                | 47 – 34 | Tatran Prešov      | 22 – 13 | 25 – 21 |
| Vogel Pumpen Stockerau    | 42 – 53 | US Créteil         | 20 – 21 | 22 – 32 |

### Quarts de finale
| Équipe 1             | Score   | Équipe 2           | Aller   | Retour  |
| -------------------- | ------- | ------------------ | ------- | ------- |
| VAEV Bramac Veszprém | 38 – 43 | TUSEM Essen        | 23 – 20 | 15 – 23 |
| Stavanger IF         | 45 – 47 | Elgorriaga Bidasoa | 24 – 20 | 21 – 27 |
| Dinamo Bucarest      | 50 – 45 | SC Empor Rostock   | 28 – 23 | 22 – 22 |
| RK Crvenka           | 35 – 43 | US Créteil         | 22 – 18 | 13 – 25 |

Quart de finale aller
- RK Crvenka bat US Créteil : 22-18 (10-8).
  - RK Crvenka : Holpert (de) (11, dont 4 pen.), Bojanić (3), Radonjić (3), Jokić (2), Babić (1), Grahovac (1), Kukić (1).
  - US Créteil : Isaković (4), Bernard (3, dont 1 pen.), Esparre (3), Mahé (3), Tristant (2), Houlet (1), Bouaouli (1), Huet (1).

Quart de finale retour
- US Créteil bat RK Crvenka 25-13 (14-6).
  - US Créteil : Isaković (7, dont 4 pen.), Huet (6), Tristant (3, dont 1 pen.), Esparre (2), Bouaouli (2), Bernard (2), Mahé (2), Desroses (1).
  - RK Crvenka : Grahovac (4), Holpert (de)  (3, dont 1 pen.), Babić (2, dont 1 pen.), Jokić (2, dont 1 pen.), Radonjić (1), Vasić (1).

### Demi-finale
| Équipe 1           | Score   | Équipe 2    | Aller   | Retour  |
| ------------------ | ------- | ----------- | ------- | ------- |
| Elgorriaga Bidasoa | 47 – 51 | TUSEM Essen | 25 – 22 | 22 – 29 |
| Dinamo Bucarest    | 40 – 45 | US Créteil  | 20 – 19 | 20 – 26 |

Demi-finale retour
- US Créteil bat Dinamo Bucarest 26-20
  - Créteil : Isaković (5/8 dont 2/2 pen  57'), Houlet (4/5), Tristant (4/7), Mahé (4/8), Esparre (3/3), Bouaouli (2/4), Bernard (2/5), Huet (2/5), Desroses (0/2), Dumontel (-). Gardiens de but : Colafranceschi (8/20, 40%) et Perez (6/13, 46%)
  - Bucarest : Roșca (8/17), Duran (5/7), Jianu (4/6), Stefan (1/1), Antonescu (1/1), Zaharia (1/2), Bedivan (0/3), Licu (0/6), Mocanu (0,    18e), Stupar (-). Gardiens de but : Cocuz (6/16, 37 %), Buligan (9/25, 36%)

À noter que Ion Mocanu a donné un coup de coude à l'encontre de Denis Tristant à la 18e minute : sanctionné d'une expulsion (fait rarissime), Bucarest n'était pas autorisé à remplacer son joueur et a alors été contraint de terminer la rencontre avec seulement 5 joueurs de champs.

### Finale
| Équipe 1   | Score   | Équipe 2    | Aller   | Retour  |
| ---------- | ------- | ----------- | ------- | ------- |
| US Créteil | 33 – 35 | TUSEM Essen | 17 – 16 | 16 – 19 |

Finale aller
- US Créteil bat TUSEM Essen : 17-16 (9-8).
  - US Créteil : Isaković (10/15, dont 4/5 pen.), Mahé (2/7), Desroses (1/2), Huet (1/2), Bouaouli (1/3), Houlet (1/3), Esparre (1/5), Tristant (0/1), Bernard (0/3). Gardiens de but : Perez (9/24, 37 %), Colafranceschi (1/2 50 %).
  - TUSEM Essen (16) : Rasmussen (6/10, dont 5/5 pen.), Schwalb (2/5), Quarti (3/5), Henrich (3/5), Stoschek (2/2), Fraatz (0/5), Krebs (-), Schargy (-), Vanderheusen (-). Gardiens de but : Hecker (16/32, 50 %), Böhme (-)

Finale retour
- TUSEM Essen bat US Créteil : 19-16 (?-?).
  - TUSEM Essen : Rasmussen (10/12, dont 6/6 pen.), Schwalb (3/7), Quarti (2/6), Stoschek (2/2), Fraatz (2/6), Heinrich (0/3), Happe (-), Krebs (-), Schargy (-). Gardiens de but : Hecker (10/26, 38 %), Böhme (-)
  - US Créteil (16) : Houlet (5/6), Isaković (5/7), Esparre (2/4), Mahé (2/4), Bernard (1/2), Tristant (1/3), Bouaouli (0/2), Desroses (-), Dumontel (-), Huet (-). Gardiens de but : Perez (9/25, 36 %), Pelier (0/3, 0%).

## Les champions d'Europe
| Vainqueur de la Coupe d'Europe des vainqueurs de coupe 1988-1989 TUSEM Essen 1er titre |